# Rosemary Esehagu
Rosemary Esehagu (sinh ngày 15 tháng 11 năm 1981) là một nhà văn người Nigeria. Cô sinh ra và lớn lên ở Lagos, Nigeria, trong một gia đình có sáu người con. Năm 1997, cô đến Hoa Kỳ để nâng cao trình độ học vấn của mình. Tại quốc gia này, Cô theo học tại Williams College, một trường nghệ thuật tự do có uy tín ở Williamstown, Massachusetts, nơi cô có bằng Cử nhân Tâm lý học sau đó, và có tầm ảnh hưởng đến sự nghiệp văn chương của cô về sau. Cuốn tiểu thuyết đầu tiên của cô, The Looming Fog, được xuất bản năm 2006 là một dẫn chứng sinh động cho tư duy của cô. Cô sống ở Quận Columbia và đang hoàn thành cuốn tiểu thuyết thứ hai của mình, với kỳ vọng đặc biệt từ người đọc.
Rosemary Esehagu cũng lọt vào danh sách các nhà văn nữ sinh ra ở Nigeria hoặc các tác phẩm của họ có liên quan chặt chẽ với đất nước của cô. Danh sách này vao gồm nhiều nữ nhà văn trẻ có nguồn gốc con lai hai quốc gia, và là sự tiếp nhận gen của sự tiến bộ văn minh của các quốc gia ấy. Chẳng hạn, cũng giống như Rosemary Esehagu được đào tạo bởi giáo dục Hoa Kỳ, thì một số nữ nhà văn trẻ tuổi của quốc gia châu Phi này, như Hafsat Abdulwaheed (sinh năm 1952), Ayobami Adebayo (sinh năm 1988), Catherine Acholonu, Bisi Adeleye-Fayemi, Chimamanda Ngozi Adichie, Akachi Adimora-Ezeigbo đều tiếp nhận từ sự giáo dục của các quốc gia phát triển, sau đó từ ký ức trải nghiệm để trở thành các nhà văn, nhà thơ tiêu biểu đương đại của Nigeria.